# Archiacasta tulipa
Archiacasta tulipa is een zeepokkensoort uit de familie van de Balanidae.